# Deportivo Sayaxché
Club Social y Deportivo Sayaxché – gwatemalski klub piłkarski z siedzibą w mieście Sayaxché, w departamencie Petén. Występuje w rozgrywkach Primera División. Domowe mecze rozgrywa na obiekcie Estadio Municipal La Pasión.

## Historia
Klub został założony 17 maja 2002 z inicjatywy lokalnych entuzjastów piłki nożnej, na których czele stanął inżynier Carlos Macz Col, pierwszy prezes klubu. Pierwszy skład zespołu składał się w całości z piłkarzy pochodzących z Sayaxché. Rozpoczął występy w czwartej lidze gwatemalskiej, w której grał w latach 2002–2004, po czym awansował do trzeciej ligi i spędził w niej lata 2004–2011. W 2011 roku wywalczył awans do drugiej ligi, gdzie występował w latach 2011–2017. W latach 2017–2020 ponownie grał w trzeciej lidze, by w 2020 roku powrócić do drugiej.
Przydomek klubu, „La Furia del Pasión”, nawiązuje do przepływającej przez miasto rzeki Pasión.

## Trenerzy
- Amarini Villatoro (2009–2011)[3]
- Amarini Villatoro (2012–2013)[4]
- Werner Durán (2014)[5]
- Amarini Villatoro (2014)[5]
- Werner Durán (2017–2018)[6]
- Ever González (2018–2019)[7]
- Eduardo Lamparelli (2020)[7]
- Melvin Véliz (od 2020)[8]